# Pardosa fastosa
Pardosa fastosa är en spindelart som först beskrevs av Eugen von Keyserling 1877.  Pardosa fastosa ingår i släktet Pardosa och familjen vargspindlar. Utöver nominatformen finns också underarten P. f. viota.